# Ellerman-Quartet-Klasse
Die Ellerman-Quartet-Klasse (auch als The Ellerman Quartet und City-of-Port-Elizabeth-Klasse bekannt) war eine Baureihe von vier Kombischiffen, die von der britischen Reederei Ellerman Lines bei Vickers-Armstrongs in Newcastle upon Tyne in Auftrag gegeben und 1953 in Dienst gestellt wurden. Die Schiffe der Klasse blieben bis 1971 für die Ellerman Lines in Fahrt und wurden anschließend nach Griechenland verkauft.

## Geschichte

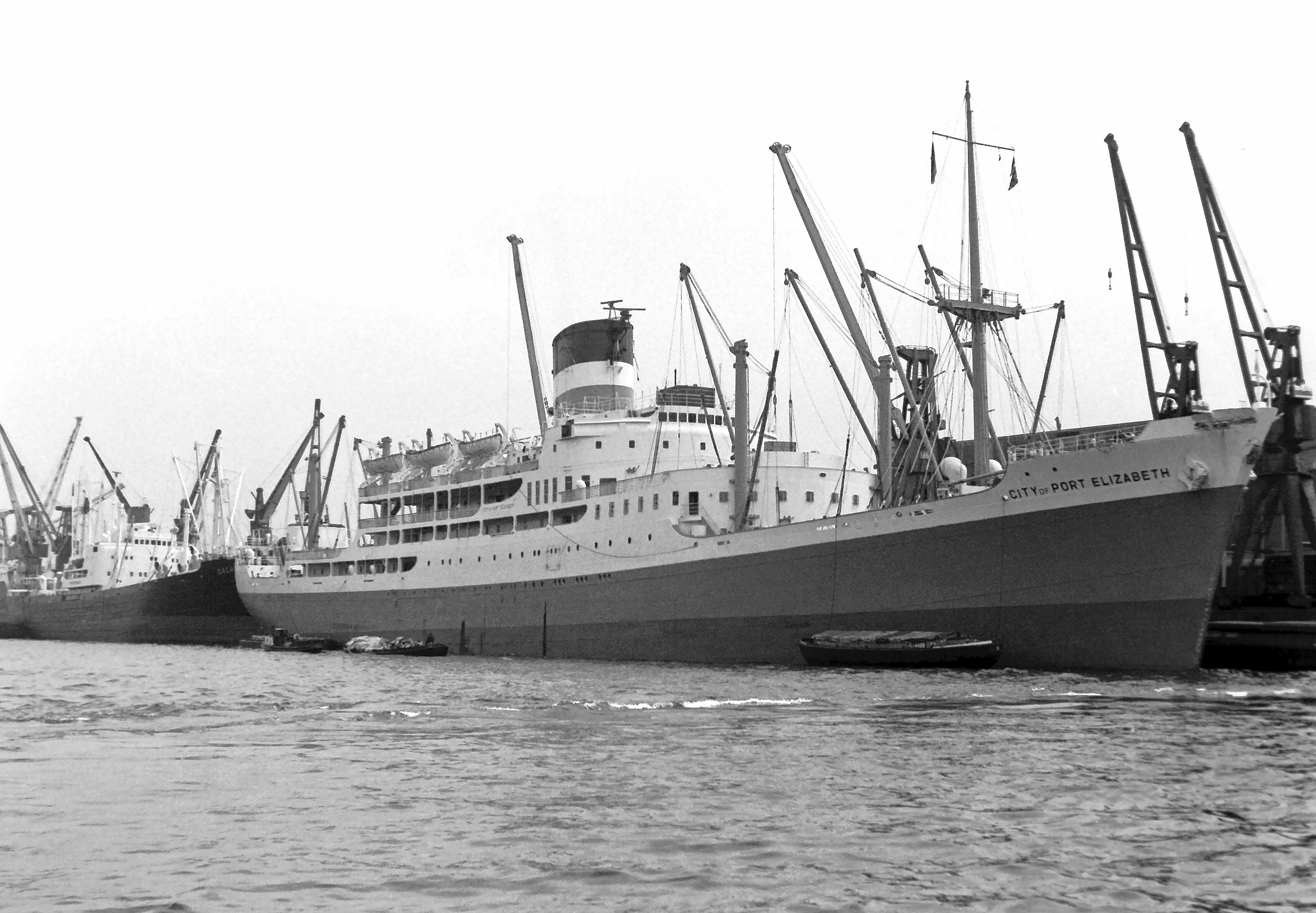
Typschiff City of Port Elizabeth 1969 in Hamburg

Die vier kombinierten Passagier- und Frachtschiffe der Ellerman-Quartet-Klasse wurden von der britischen Ellerman Lines bestellt und bei Vickers-Armstrongs in Newcastle upon Tyne gebaut. Das Typschiff City of Port Elizabeth lief am 12. März 1952 vom Stapel und wurde am 10. Dezember 1952 an die Reederei abgeliefert, ehe es am 10. Januar 1953 im Liniendienst von London nach Kapstadt in Dienst gestellt wurde. Die drei bis auf wenige Abweichungen baugleichen Schwesterschiffe folgten in den nächsten Monaten. Als letztes Schiff der Klasse wurde im Mai 1954 die City of Durban in Dienst gestellt.
Die vier Einheiten der Ellerman-Quartet-Klasse konnten bis zu 107 Passagiere Erster Klasse befördern. Zu ihren Passagiereinrichtungen gehörten neben einem Speisesaal mehrere Aufenthaltsräume, Bars, eine Bücherei, ein Schreibzimmer sowie ein Cafe. Durch die verbauten Doxford-Dieselmotoren konnte eine Höchstgeschwindigkeit von 18,8 Knoten erreicht werden. Die Dienstgeschwindigkeit betrug etwa 16,5 Knoten.

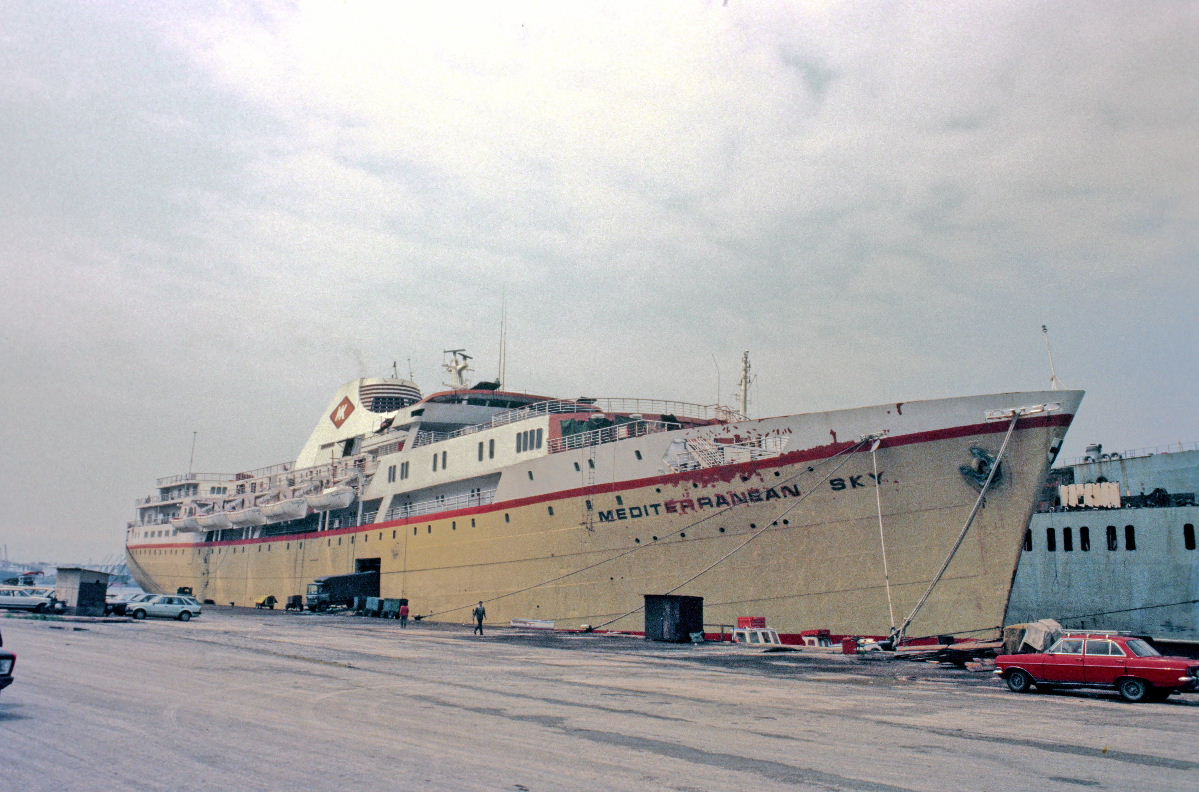
Die City of York als Mediterranean Sky, 1986

Nach achtzehn Jahren im Dienst von London nach Kapstadt wurden die vier Schiffe 1971 ausgemustert und an die griechische Karageorgis Lines verkauft, die zwei Einheiten zu Fähren und die anderen zwei zu Kreuzfahrtschiffen umbauen lassen wollte. 1972 nahmen die City of Exeter und die City of York unter den neuen Namen Mediterranean Sea und Mediterranean Sky den Fährdienst im Mittelmeer auf. Die City of Port Elizabeth und die City of Durban erhielten zwar mit Mediterranean Island und Mediterranean Dolphin neue Namen, wurden jedoch nie wie geplant für den Kreuzfahrtdienst umgebaut und nach mehreren Jahren Liegezeit 1980 bzw. 1974 in Kaohsiung verschrottet.
Die verbleibenden Schiffe blieben mehr als zwanzig Jahre für Karageorgis in Fahrt. Die Mediterranean Sea wurde 1995 ausgemustert und nach einer weiteren Umbenennung in Alice 1998 in Aliağa verschrottet. Die Mediterranean Sky wurde 1996 ausgemustert und verbrachte ihre letzten Jahren in Eleusis, wo sie nach Wassereinbruch im Januar 2003 kenterte. Ihr Wrack liegt bis heute in der Bucht von Eleusis.

## Einheiten
| Die Kombischiffe der Ellerman-Quartet-Klasse | Die Kombischiffe der Ellerman-Quartet-Klasse | Die Kombischiffe der Ellerman-Quartet-Klasse | Die Kombischiffe der Ellerman-Quartet-Klasse  | Die Kombischiffe der Ellerman-Quartet-Klasse | Die Kombischiffe der Ellerman-Quartet-Klasse | Die Kombischiffe der Ellerman-Quartet-Klasse  | Die Kombischiffe der Ellerman-Quartet-Klasse |
| -------------------------------------------- | -------------------------------------------- | -------------------------------------------- | --------------------------------------------- | -------------------------------------------- | -------------------------------------------- | --------------------------------------------- | -------------------------------------------- |
| Name                                         | Stapellauf                                   | Ablieferung                                  | Bauwerft / Baunummer                          | Vermessung                                   | Antrieb                                      | Verbleib                                      |                                              |
| City of Port Elizabeth                       | 12. März 1952                                | 10. Dezember 1952                            | Vickers-Armstrongs, Newcastle upon Tyne / 120 | 13363 BRT                                    | Doxford-Dieselmotoren                        | 1971 verkauft, 1980 in Kaohsiung verschrottet |                                              |
| City of Exeter                               | 7. Juli 1952                                 | 29. April 1953                               | Vickers-Armstrongs, Newcastle upon Tyne / 121 | 13343 BRT                                    | Doxford-Dieselmotoren                        | 1971 verkauft, 1998 in Aliağa verschrottet    |                                              |
| City of York                                 | 30. März 1953                                | 26. Oktober 1953                             | Vickers-Armstrongs, Newcastle upon Tyne / 122 | 13345 BRT                                    | Doxford-Dieselmotoren                        | 1971 verkauft, 2003 vor Eleusis gekentert     |                                              |
| City of Durban                               | 28. Mai 1953                                 | Mai 1954                                     | Vickers-Armstrongs, Newcastle upon Tyne / 123 | 13345 BRT                                    | Doxford-Dieselmotoren                        | 1974 in Kaohsiung verschrottet                |                                              |